# 미구엘 프리모 데 리베라
미구엘 프리모 데 리베라(Miguel Primo de Rivera, 본명: Miguel Primo de Rivera y Orbaneja, Estella GE의 2대 후작, 1870년 1월 8일 – 1930년 3월 16일)는 스페인의 독재자이자 군 장교로 부르봉 왕가 유신 말년 동안 1923년부터 1930년까지 수상으로 통치했다.
그는 안달루시아 귀족의 지주 가문에서 태어났다. 그는 1893년 10월 이른바 마르갈로 전쟁(Margallo War) 중에 카브레리자스 알타스(Cabrerizas Altas)에서 불세례를 받았다. 그는 군사 사다리를 타고 준장(1911년), 사단장(1914년), 중장(1919년)으로 승진했다. 그는 계속해서 발렌시아, 마드리드, 바르셀로나 군사 지역의 행정관으로 일하면서 아프리카에서 군대를 철수하는 데 찬성하는 목소리를 냈다.
왕정복고 체제의 위기 동안, 특히 리프 전쟁의 후퇴로 인한 정치적 혼란 속에서 프리모 데 리베라는 1923년 9월 13일 킹과 가까운 아프리카 장군 알폰소 13세 파벌의 도움을 받아 군사 쿠데타를 일으켰다. 쿠데타는 군주의 묵인을 즐겼고 프리모 데 리베라는 계속해서 정부를 구성하라는 임무를 받았다. 그리하여 그는 1876년 헌법을 정지시키고 계엄령을 수립했다.
그의 독재 통치는 권위주의적 민족주의와 포퓰리즘으로 특징지어졌다. 프리모 데 리베라는 처음에 그가 90일 동안만 통치할 것이라고 말했다. 그러나 그는 권력을 유지하기로 결정하고 군부를 지휘했다. 1925년 12월부터 알후케마스 상륙 이후 리피안(Rifian)의 반식민 저항이 진압되자 그는 시민 명부를 설치했다. 1927년 이후 기반 시설에 대한 공공 지출 정책이 추진되었고 석유 회사인 캠프사(Campsa)와 같은 국가 독점이 만들어졌다. 경제적 순풍이 사라지자 그는 대부분의 장군들의 지지를 잃었고, 1930년 1월 인플레이션과 시민 불안이 심화되는 가운데 사임해야 했고 두 달 후 해외에서 사망했다.
호세 안토니오 프리모 데 리베라와 필라(Pilar)와 같은 그의 자녀들 중 일부는 계속해서 극우 지도자가 되었다.